# Tổng lãnh sự

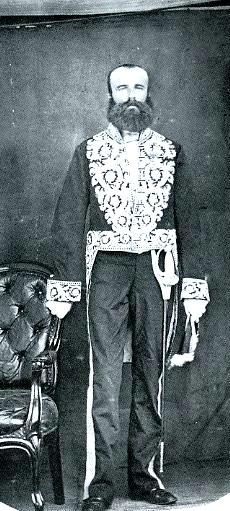
Dirk de Graeff van Polsbroek (1833-1916) Tổng lãnh sự Hà Lan và Đặc vụ chính trị tại Nhật Bản

Tổng lãnh sự là hàm lãnh sự cao nhất, chức danh người đứng đầu cơ quan tổng lãnh sự quán. Quy chế pháp lí của tổng lãnh sự giống quy chế pháp lí của lãnh sự. Việc cử tổng lãnh sự hay lãnh sự thể hiện mức độ quan hệ lãnh sự giữa nước cử và nước nhận đại diện. Tuy nhiên, có trường hợp tổng lãnh sự làm nhiệm vụ của đại diện ngoại giao, ví dụ trong quan hệ giữa Việt Nam và Ấn Độ trước khi hai nước đặt quan hệ ngoại giao cấp đại sứ quán.